# Susan Flannery

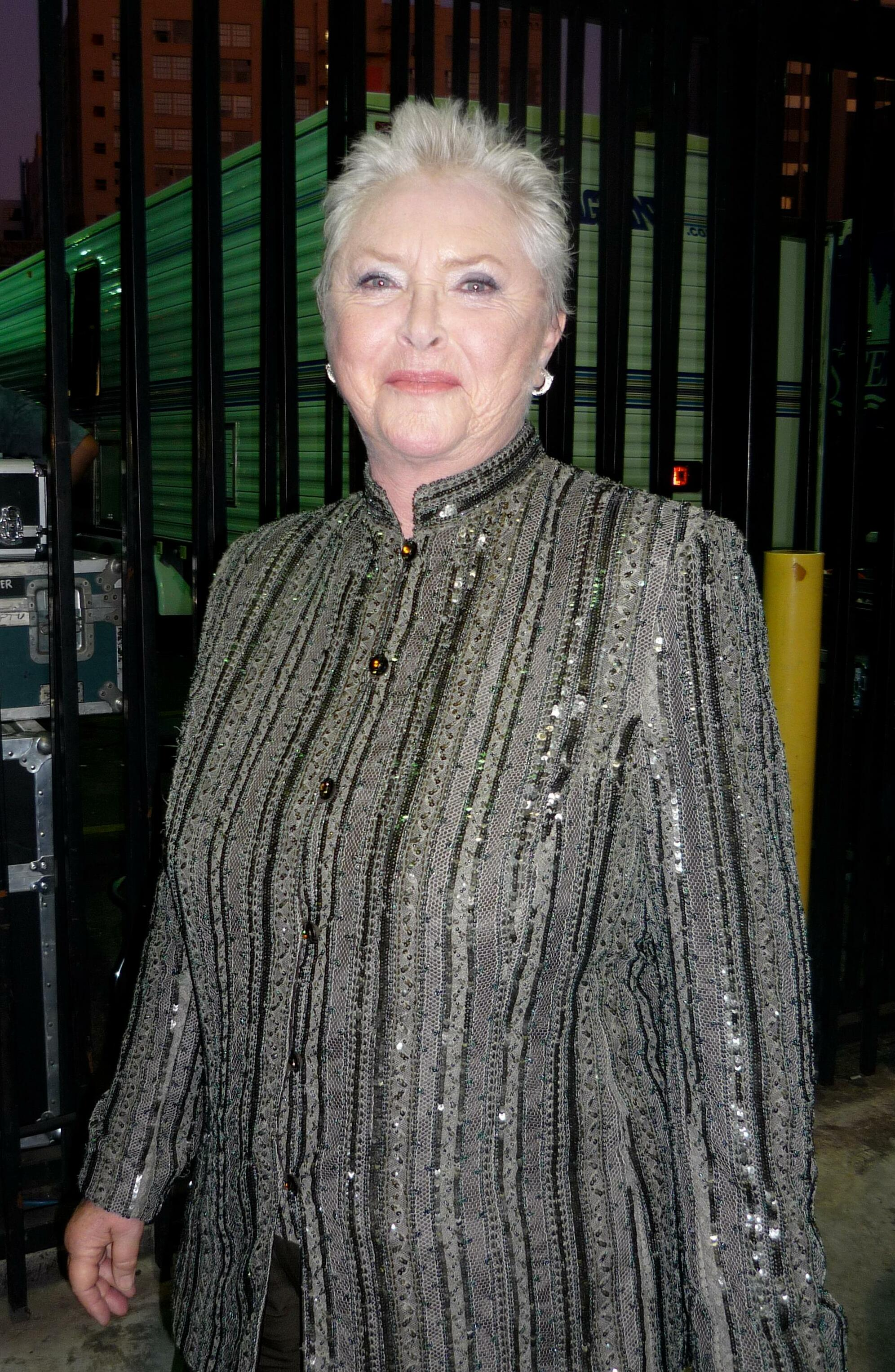
Susan Flannery (2009)

Susan Flannery (* 31. Juli 1939 in Jersey City, New Jersey) ist eine US-amerikanische Schauspielerin und Regisseurin. Sie wird oft „Königin des Soap-Genres“ genannt und ist unter anderem Golden-Globe- sowie Emmy-Preisträgerin.

## Leben und Karriere
Susan Flannery wuchs in New York City auf und studierte Theaterwissenschaften, bevor sie nach Hollywood ging. Dort wurde sie vom Filmproduzenten Irwin Allen entdeckt, der sie für den Film Flammendes Inferno als Geliebte von Robert Wagner engagierte. Für diese Darstellung erhielt sie einen Golden Globe als Beste Nachwuchsdarstellerin.
Bekannt wurde Flannery durch ihre Auftritte in verschiedenen Fernsehserien. Von 1966 bis 1975 spielte sie die Rolle der Dr. Laura Spencer Horton in der Serie Zeit der Sehnsucht. 1977 war sie für die Serie Die Bankiers für einen Emmy nominiert. Von 1980 bis 1981 spielte sie in Dallas die Rolle der Leslie Steward.
1987 war Flannery die erste Darstellerin, die von William J. Bell für seine Seifenoper Reich und Schön engagiert wurde und in der sie bis 2012 als Stephanie Douglas Forrester zu sehen war. 2000 und 2002 erhielt sie für ihre Darstellung jeweils einen Daytime Emmy Award in der Kategorie Beste Hauptdarstellerin und 2001 eine Nominierung. Bei einigen Folgen übernahm sie auch die Regie, was ihr Nominierungen für den Preis der Directors Guild of America einbrachte. 
Flannery hat eine Tochter und lebt in Santa Barbara, Kalifornien.

## Filmografie (Auswahl)
- 1963: Amos Burke (Fernsehserie, 1 Episode)
- 1964: Slattery's People (Fernsehserie, 1 Episode)
- 1964–1965: Voyage to the Bottom of the Sea (Fernsehserie, 3 Episoden)
- 1965: Guns of Diablo (Fernsehserie, 1 Episode)
- 1965: Ben Casey (Fernsehserie, 1 Episode)
- 1966: The Time Tunnel (Fernsehserie, 1 Episode)
- 1966: Felony Squad (Fernsehserie, 1 Episode)
- 1966–1975: Zeit der Sehnsucht (Days of Our Lives, Fernsehserie)
- 1967: The Green Hornet (Fernsehserie, 1 Episode)
- 1967: The Gnome-Mobile
- 1973: Mannix (Fernsehserie, 1 Episode)
- 1973: Love Thy Neighbor (Fernsehserie, 1 Episode)
- 1974: Flammendes Inferno (The Towering Inferno)
- 1976: Thriller (Fernsehserie, 1 Episode)
- 1976: Die verrückteste Rallye der Welt (The Gumball Rally)
- 1976: Arthur Hailey's the Moneychangers (Fernsehminiserie)
- 1979: Women in White (Fernsehfilm)
- 1979: Anatomy of a Seduction (Fernsehfilm)
- 1981: Dallas (Fernsehserie, 11 Episoden)
- 1982: Money on the Side (Fernsehfilm)
- 1983: Shaft of Love (Fernsehfilm)
- 1987–2012, 2018: Reich und Schön (The Bold and the Beautiful, Fernsehserie)